# Vortioxetine
Vortioxetine, được bán dưới tên thương mại Trintellix và các thương hiệu khác, là một loại thuốc dùng để điều trị rối loạn trầm cảm chính. Hiệu quả được xem là tương tự như các thuốc chống trầm cảm khác. Nó chỉ được khuyến cáo ở những người chưa cải thiện đủ hai loại thuốc chống trầm cảm khác. Nó được uống bằng miệng.
Tác dụng phụ thường gặp bao gồm táo bón và buồn nôn. Tác dụng phụ nghiêm trọng có thể bao gồm tự tử ở những người dưới 25 tuổi, hội chứng serotonin, chảy máu, hưng cảm và SIADH. Một hội chứng cai thuốc có thể xảy ra nếu giảm liều nhanh chóng. Sử dụng trong khi mang thai và cho con bú thường không được khuyến khích. Nó được phân loại là một thuốc điều dẫn serotonin. Cách thức hoạt động của nó không hoàn toàn rõ ràng nhưng được cho là có liên quan đến việc tăng mức độ serotonin.
Thuốc này đã được phê duyệt cho sử dụng y tế tại Hoa Kỳ vào năm 2013. Một tháng cung cấp ở Vương quốc Anh tiêu tốn của NHS khoảng 27,72 bảng Anh vào năm 2019. Tại Hoa Kỳ, chi phí bán buôn của số thuốc này là khoảng 368,40 USD. Năm 2016, đây là loại thuốc được kê đơn nhiều thứ 260 tại Hoa Kỳ với hơn một triệu đơn thuốc.

## Sử dụng trong y tế
Vortioxetine được sử dụng như một phương pháp điều trị rối loạn trầm cảm chính. Hiệu quả dường như tương tự như các thuốc chống trầm cảm khác. Nó có thể được sử dụng khi các phương pháp điều trị khác đã thất bại.
Vortioxetine cũng được sử dụng ngoài nhãn cho lo lắng. Một đánh giá năm 2016 cho thấy nó không hữu ích để điều trị rối loạn lo âu tổng quát.